# 4-Bromofluorobenzène
Le 4-bromofluorobenzène, ou 1-bromo-4-fluorobenzène, est un composé aromatique de formule C6H4BrF. Il s'agit d'un liquide incolore, inflammable, à l'odeur aromatique, très faiblement soluble dans l'eau. Ses vapeurs sont susceptibles de former des mélanges explosifs avec l'air. C'est un bromure et un fluorure du benzène en substitution para. 
Il est utilisé comme intermédiaire agrochimique et pharmaceutique, en synthèse organique, et comme étalon pour la chromatographie en phase gazeuse couplée à la spectrométrie de masse pour la détermination des composés organiques volatils dans divers environnements.
Le 4-bromofluorobenzène peut être obtenu par bromation du fluorobenzène C6H5F en présence d'un catalyseur acide de Lewis comme le bromure de fer(III) FrBr3 et le bromure d'aluminium Al2Br6.